# Lichtgestalt
Lichtgestalt es el noveno trabajo discográfico de Lacrimosa, grabado a finales de 2004 y comienzos de 2005, mezclado en febrero de 2005, y finalmente publicado en ese año. Fue lanzado al mercado por la discográfica Hall of Sermon, propiedad del mismo cantante, Tilo Wolff, creada para producir sus propios discos.
El álbum presenta una nueva fórmula nunca antes vista en los anteriores disco, aunque un poco perceptible en su anterior trabajo, (Echos, 2003). En Lichtgestalt podemos escuchar un nuevo sonido, con grandes coros y canciones de larga duración, centrándose más en sonidos característicos del darkwave. La temática del álbum se centra en que el arlequín no encontró a su diosa Elodia, o si la encontró, ella había cambiado.
El CD en su totalidad alcanza los 70 minutos, incluyendo el espacio en blanco de un minuto tras "Hohelied der Liebe", y el bonus track "The Party is Over" (versión Piano).

## Lista de canciones
1. "Sapphire" - Zafiro
2. "Kelch der Liebe" - Cáliz del amor
3. "Lichtgestalt" - Criatura de la luz
4. "Nachtschatten" - Sombras nocturnas
5. "My last goodbye" - Mi último adiós
6. "The party is over" - La fiesta se acabó
7. "Letzte Ausfahrt: Leben" - Última salida: vida
8. "Hohelied der Liebe" - Canción de canciones de amor

---- Espacio en blanco de 1 min.
1. The party is over (piano version)

## Lichtgestalten
Sencillo desprendido del álbum, el nombre del sencillo, Lichtgestalten es el plural de "Lichtgestalt".
1. Lichtgestalt - Criatura luminosa
2. Lichtgestalt (snakeskin remix)
3. Unerkannt - Irreconocible
4. Skintight - Ajustado a la piel
5. Road to pain
6. Siehst du mich im Licht? (atrocity re-version)
7. Bonus Track (México).- Seele in Not (demo version), del casete "Clamor".